# Micreremites
Micreremites é um gênero de traça pertencente à família Arctiidae.